# To ja, złodziej
To ja, złodziej – polsko-południowoafrykański film fabularny, komedia z elementami dramatu filmu sensacyjnego w reżyserii Jacka Bromskiego, wyprodukowany w 2000 roku. Okres zdjęciowy trwał od 12 sierpnia do 22 września 1999.

## Opis fabuły
16-letni Piotrek i jego kolega 11-letni Franek pochodzą z patologicznych rodzin. Piotrek pracuje jako mechanik w warsztacie samochodowym u Wyskocza i ma smykałkę do elektroniki, a po godzinach kradnie radioodbiorniki samochodowe. Pewnego dnia kradnie Jaguara, luksusowy samochód kompozytora Seweryna, by zaimponować Maksowi, znanemu złodziejowi samochodów.

## Obsada
- Jan Urbański – Piotrek „Jajo”
- Zbigniew Dunin-Kozicki – Franek „Szczurek”
- Janusz Gajos – Roman Wyskocz
- Jan Frycz – „Cygan”
- Krzysztof Globisz – Gomez
- Edyta Łukaszewicz-Lisowska – żona Wyskocza
- Barbara Dziekan – matka Piotrka
- Krzysztof Stroiński – ojczym Piotrka
- Kinga Preis – matka „Szczurka”
- Daniel Olbrychski – kompozytor Seweryn
- Joanna Dark – Teresa Drozd
- Krystyna Feldman – babcia „Jaja”
- Jan Wieczorkowski – mechanik Janek
- Maciej Kozłowski – Maks